# Étoile sous-naine de type O

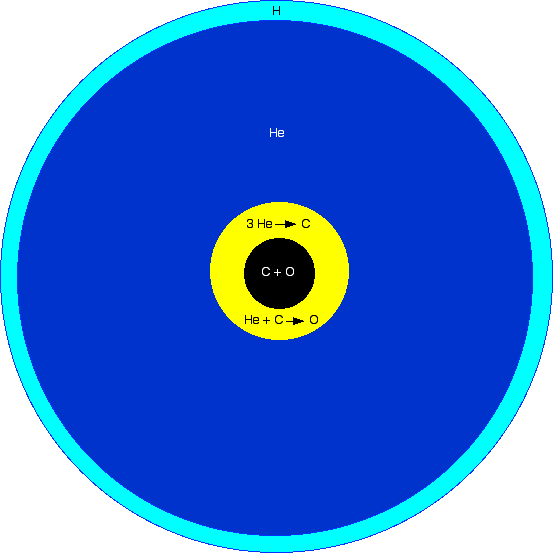
Coupe transversale schématique d'une étoile sous-naine de type O

Une étoile sous-naine de type O (sdO - subdwarf O) est une étoile chaude, mais de faible masse. Les étoiles sous-naines de type O sont beaucoup moins lumineuses que les étoiles bleues de la séquence principale normales, mais leur luminosité est environ 10 à 100 fois supérieure à celle du Soleil et leur masse est environ deux fois moins importante que celle du Soleil. Leur température est comprise entre 40 000 et 100 000 K. L'hélium ionisé est bien visible sur leur spectre. L'accélération gravitationnelle, exprimée en log « g », est comprise entre 4,0 et 6,5. Beaucoup d'étoiles sdO se déplacent à grande vitesse à travers la Voie lactée et sont identifiées à des latitudes galactiques élevées.

## Structure
Une étoile sdO est considérée comme étant constituée d'un noyau de carbone et d'oxygène entouré d'une couche d'hélium en combustion. Le spectre des étoiles sdO indique qu'elles sont composées de 50 à 100 % d'hélium.

## Historique
Au début des années 1970, Jesse Greenstein et Anneila Sargent ont mesuré les températures et les forces gravitationnelles de ces étoiles et ont ainsi pu déterminer leur position exacte sur le diagramme de Hertzsprung-Russell. L'étude Palomar-Green, les études Hambourg, le Sloan Digital Sky Survey et le Supernova Ia Progenitor Survey (ESO-SPY) ont permis de récolter des données sur un certain nombre de ces étoiles.

## Occurrence
Les étoiles sdO sont trois fois moins nombreuses que les étoiles sous-naines de type B (sdB).

## Spectre
En réalité, il existe plusieurs spectres pour les étoiles sdO. Ils peuvent être regroupés en deux catégories : ceux ayant des raies d'hélium intenses, appelés He-sdO, et ceux ayant des raies d'hydrogène très intenses, appelés H intense sdO. Les He-sdO ne sont pas très fréquents. Généralement, l'azote est enrichi et le carbone, appauvri. Cependant, il existe des variations, avec une augmentation de la concentration d'éléments chimiques dont le nombre atomique est pair, tels que le carbone, l'oxygène, le néon, le silicium, le magnésium ou le fer.

## Exemples
- HD 128220 a été étudiée par Corrado Bartolini[2].
- HIP 52181 pulse à une fréquence de 1,04 millihertz[2].
- HD 49798 est une binaire X pauvre en carbone située à environ 830 pc (∼2 710 al)[3].
- US 708 est une étoile à très grande vitesse qui dépasse la vitesse de libération de la Voie lactée[5].

## Évolution stellaire

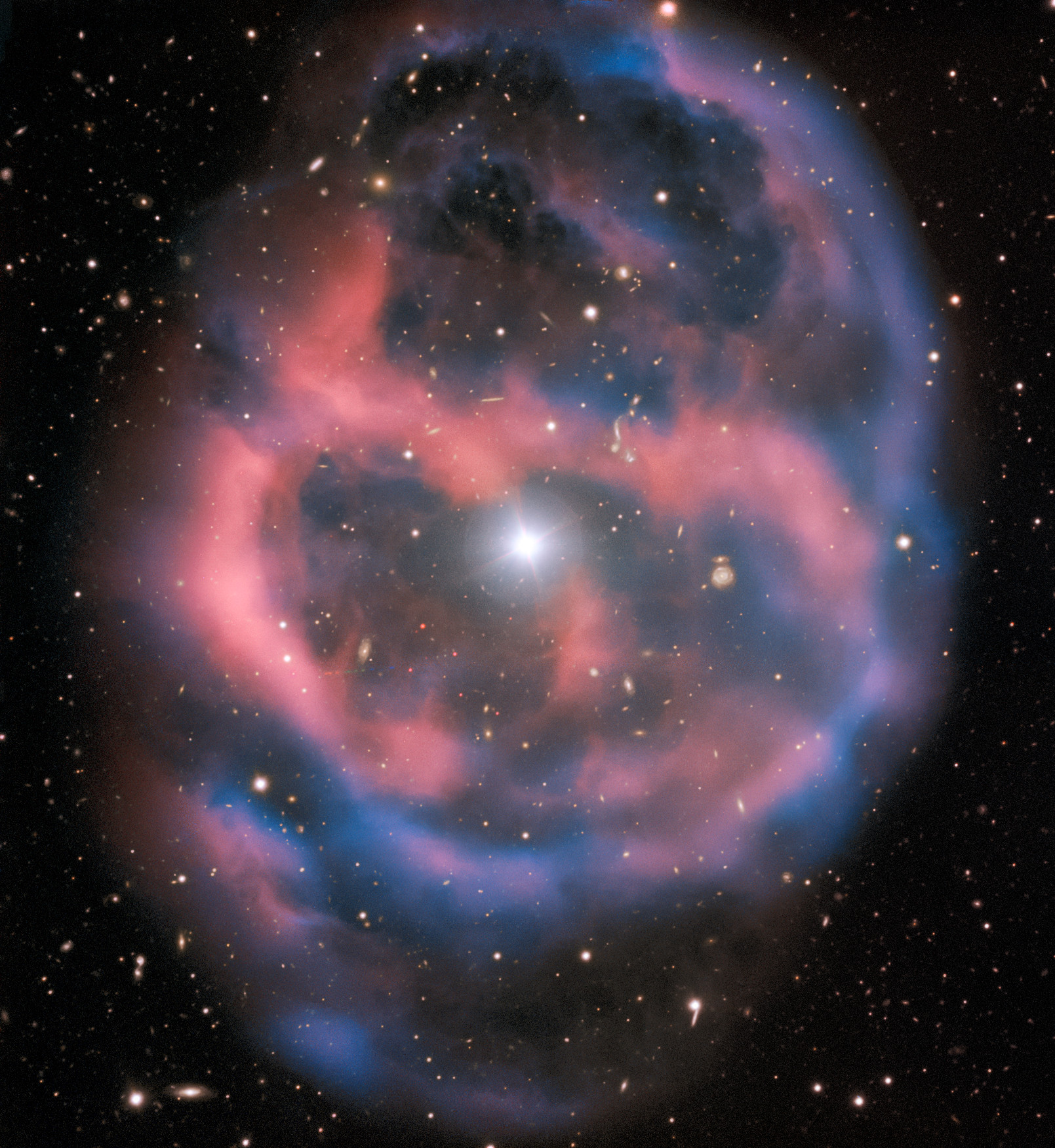
La nébuleuse planétaire Abell 36, issue de l'enveloppe d'une ancienne étoile géante qui est devenue une sous-naine de type O visible au centre de l'image.

Elles peuvent être représentées sur le diagramme de Hertzsprung-Russell. Elles représentent deux stades de l'évolution stellaire : post-branche asymptotique des géantes AGB (étoile sdO lumineuse) et post-branche horizontale extrême (étoile sdO compacte). Les étoiles post-AGB sont normalement situées dans des nébuleuses planétaires, mais seules quatre étoiles sdO sont connues pour se trouver dans une telle nébuleuse. Les étoiles sdO compactes seraient des descendantes des étoiles sdB. Cependant, leurs données statistiques ne correspondent pas à celles des étoiles sdB. Selon une théorie alternative, les étoiles sdO se seraient formées à la suite de la fusion de deux naines blanches. Ce phénomène peut se produire lorsqu’une étoile binaire proche se décompose à cause des ondes gravitationnelles.